# Ugerevyen Danmark 14-21-22-23-24-25-26-27-28-31
|  | Denne artikel er oprettet af botten Steenthbot ud fra en ekstern database. Den kan derfor have sproglige fejl eller mangler. Denne skabelon kan fjernes efter kontrol af indholdet. |

Ugerevyen Danmark 14-21-22-23-24-25-26-27-28-31 er en dansk dokumentarisk optagelse fra 1918.

## Handling
1) Moderne danse: Seks elegante par danser maksice.
2) Bag Tivolis lukkede porte. Man forbereder den ny sæson.
3) Det ny Paladsteater.
4) Dyrtidsmærker afhentes på Københavns rådhus
5) Moderne danse: Seks elegante par danser foxtrot.
6) Moderne danse: Seks elegante par danser koster vals.
7) Den russiske bolshevik-regerings ny gesandt København: Forfatteren Sergej Garine.
8) Kendte politikere: Konseilpræsident C. Th. Zahle og minister Thorvald Stauning.
9) Spejderparade.
10) Kendte politikere: redaktør og folketingsmand Frederik Borgbjerg.
11) De arbejdsløses store demonstration på Grønttorvet 9. januar 1918. En stor menneskemængde med plakater bevæger sig fra Grønttorvet og gennem Købehavns gader til Rigsdagsbygningen.
12) Kampen for at få fat i 50 gram te.
13) Folk afleverer selvangivelser til skattevæsenet i 11.time den 31. januar 1918.
14) Moderne danse: Seks elegante par danser tango.
15) En lille forfriskning på Dyrehavsbakken en vinterdag.
16) Velgørenhed: En filantropisk gris. Kapskoen modtager bidrag til Foreningen Fattige Danskere. En gris bygget op i sne vækker opmærksomhed om indsamlingen.
17) Skøjteløb på Kastelsgraven i København.
18) Gamle krigere fra 1864 henter 'veterangaven' på Børsen i forrygende snevejr.
19) Snerydning - sådan slipper byen af med sneen.
20) Arbejdsløse ankommer til Cirkusbygningen, hvor der afholdes koncert 14. februar 1918.
21) Syndikalisternes friluftsmøde i Fælledparken 24. februar 1918. Demonstration.
22) Fattigmandsbrændsel. Drenge samler kul op, som falder af hestevogne. To kvinder samler brænde i en skov.
23) Ved indvielsen af den ny Teknisk Skole i Øresundsgade 17. november 1917: Skolen og de indbudte gæster.
24) Foran Kommunehospitalet, når besøgstiden er forbi.

## Medvirkende
- C.Th. Zahle
- Thorvald Stauning
- Frederik Borgbjerg